# 후지마 후지코
후지마 후지코(일본어: 藤間藤子, 1907년 10월 31일 ~ 1998년 10월 14일)는 일본의 무용가이다. 가부키 분야에서 여성 최초로 중요무형문화재 인간국보로 인정받은 인물이다.

## 어린 시절
후지마는 1907년 10월 31일 일본 도쿄에서 다나카 기미요(田中君代)라는 이름으로 태어났다. 어린 시절 후지마 가에 입양되어 후지마 간에몬 2세 밑에서 일본 전통 춤을 배우기 시작하였다. 1926년에 예명을 얻게 되었다.

## 경력
후지마는 1929년부터 무용단을 운영하였다. 무용단은 제2차 세계 대전 동안 활동을 중단하다 1947년 재개하였다. 그의 손자 후지마 란코가 향후 무용단의 수장이 되었다. 로스앤젤레스의 재팬 아메리카 시어터와 같은 극장에서 해외 공연을 하기도 하였다.
후지마는 도키와즈 음악에 맞추어 춤을 추는 남성 배역에 뛰어났으며, 가장 유명한 공연은 〈기쿠지도〉와 〈가게키요〉이다. 이 중 후자는 1955년 문부과학대신 연극제상을 수상하였다. 또한 가부키의 안무도 담당하였는데 〈마사카도〉와 〈세키노토〉가 가장 잘 알려져 있다. 제자들에게 정확한 손 동작을 비롯하여 다양한 사회 계층과 감정 상태의 사람들이 춤을 추는 법에 대해 가르치고자 세심한 주의를 기울였다. 제자로는 여러 가부키 배우를 포함하여 후지마 학교의 두 이에모토가 있다.
후지마는 1956년 부토예술제 Fujima는 1956년에 부토 예술 쇼, 1962년 예술선장, 1970년 자수포장, 1979년 일본예술원상, 1984년 마쓰오예능상 등 많은 상을 받았다. 1985년에는 남성 중심의 가부키 분야에서 여성 최초로 해당 분야의 중요무형문화재 인간국보에 지정되었다. 일본부토교회 부회장을 역임했다.
후지마는 일본 무용에서 그를 따랐던 딸을 입양하였으며, 두 손자도 일본 무용가가 되었다. 후지마는 1998년 10월 14일 도쿄에서 위암으로 사망하였다.